# قرار وثیقه

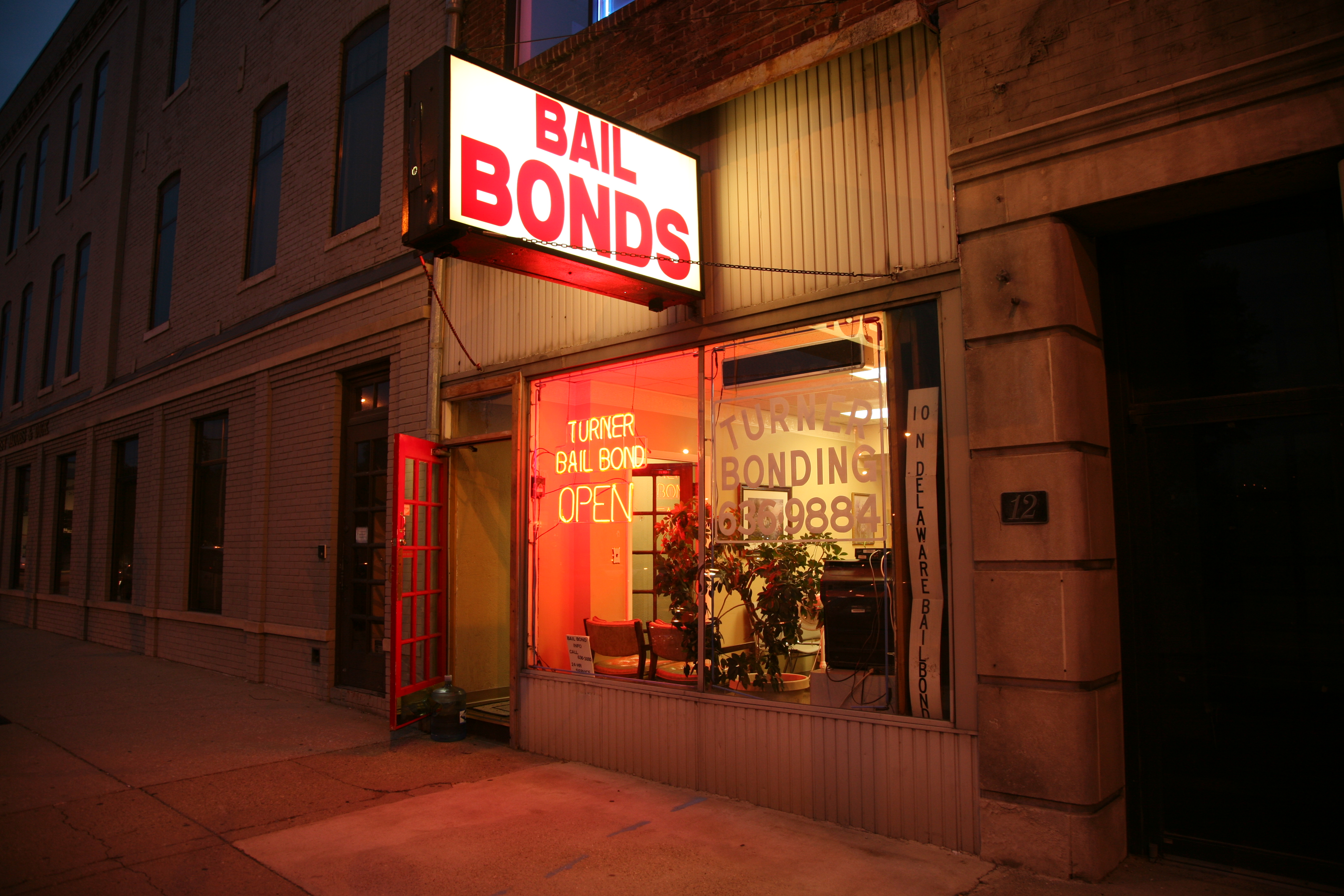
نمایی از یک‌بنگاه کارگزاری وثیقه در شهر ایندیاناپولیس، آمریکا - ۲۰۰۸

وثیقه یا قرار وثیقه مبلغ مالی یا دارایی غیرمنقولی است که در ازای شرطی نزد طرف قرارداد یا دادگاه می‌گذارند. معنای لغوی وثیقه «استوار»، «آنچه بدان اعتماد شود» و «محکم کاری» است.
به عبارت دیگر آزادی فرد بازداشتی با تأمین قرار وثیقه به این معناست که متهم تا زمان تشکیل دادگاه در خارج از زندان خواهد بود، اما در زمان تشکیل دادگاه باید پاسخگوی اتهامات باشد و در صورت مجرم شناخته شدن و محکومیت به زندان، دوباره به زندان برگردد.
معمولاً برای آزادسازی مشروط فرد زندانی مبلغی متناسب به میزان اتهام و اهمیت پرونده وی صادر می‌گردد که این مبلغ و محدودیت‌های آزادی فرد را بازپرس پرونده مشخص می‌کند.

## وثیقه به عنوان تأمین کیفری
مطابق ماده ۱۳۲ قانون آیین دادرسی کیفری: «به منظور دسترسی به متهم و حضور به موقع وی در موارد لزوم و جلوگیری از فرار یا پنهان شدن یا تبانی با دیگری، قاضی مکلف است پس از تفهیم اتهام به وی یکی از قرارهای تأمین کیفری را صادر کند.»
مطابق ماده ۱۴۰ قانون آیین دادرسی کیفری: «هرگاه متهمی که التزام یا وثیقه داده در موقعی که حضور او لازم بوده، بدون عذر موجه حاضر نشود، وجه‌التزام به دستور رئیس حوزهٔ قضایی از متهم اخذ و وثیقه ضبط خواهد شد. اگر شخصی از متهم کفالت نموده یا برای او وثیقه بسپرد و متهم در موقعی که حضور او لازم است، حاضر نشود، به کفیل یا وثیقه‌گذار اخطار می‌شود ظرف ۲۰ روز متهم را تسلیم کند. در صورت عدم تسلیم و ابلاغ واقعی اخطاریه، به دستور رئیس حوزهٔ قضایی وجه‌الکفاله اخذ و وثیقه ضبط خواهد شد.»
همچنین برای خانه هم به کار گرفته می‌شود که معمولاً صاحب خانه برای رهن و اجاره خانه مبلغی را به عنوان وثیقه می‌گیرد.

## آزادی زندانی با قرار وثیقه صدور قرار وثیقه برای آزادی زندانی
آزادی زندانی با قرار وثیقه وثیقه سند این که قرار وثیقه مبلغ مالی یا این که میزان دارایی غیرمنقولی می‌باشد. در قبال شرط وشروطی نزد طرف مورد قرارداد یا این که مرجع قضایی و دادگاه می‌گذارند. معنای لغوی وثیقه «پایدار»، «آنچه بدان اعتماد شود» و «سفت کاری» می‌باشد.
در واقع به عبارتی دیگر آزادی فرد و شخص بازداشتی با داشتن تأمین قرار وثیقه.
به‌این معنا خواهد بود که فرد مجرم و متهم تا سپری شدن دوران تشکیل دادگاه در بیرون از زندان آزاد خواهد بود.
البته قابل ذکر است در حین تشکیل شدن دادگاه متهم می‌بایست پاسخگوی تمامی اتهامات طرح شده باشد. در صورت متهم تشخیص دادن شدن توسط مراجع قضایی و محکومیت راهی زندان و مجدد به حبس برگردد.
البته در حین تشکیل دادگاه می‌بایست پاسخگوی اتهامات باشد. در صورتمتهم شناخته شدن و محکومیت به زندان، مجدد به زندان برگردد.
معمولاً برای آزادسازی منوط شخص زندانی پولی متناسب به معیار جرم و اهمیت پرونده او صادر می‌شودکه‌این مبلغ و محدودیت‌های آزادی شخص را حاکم پرونده معلوممی نماید.